# Santuari d'Arantzazu
Santuari d'Arantzazu (en basc:Arantzazuko santutegia) és un santuari franciscà situat al municipi d'Oñati (Alt Deba, Guipúscoa), a la falda de l'Aitzkorri.
S'hi venera la Mare de Déu d'Arantzazu, trobada el 1468 pel pastor Rodrigo de Balzategui. És un símbol per a Euskal Herria i un lloc de pelegrinatge per a creients i de visita per a turistes.
La basílica actual es planejà l'any 1950 i la construcció va acabar el 1955. És obra dels arquitectes Francisco Javier Sáenz de Oiza i Luis Laorga del col·legi d'arquitectes de Madrid. L'escultor Jorge Oteiza realitzà la façana principal, el pintor Lucio Muñoz Martínez la decoració de l'absis, l'escultor Eduardo Chillida les portes principals d'accés, Fra Javier María Álvarez de Eulate fou l'encarregat de les vidrieres i el pintor Néstor Basterretxea de la decoració de les parets de la cripta.

## Galeria

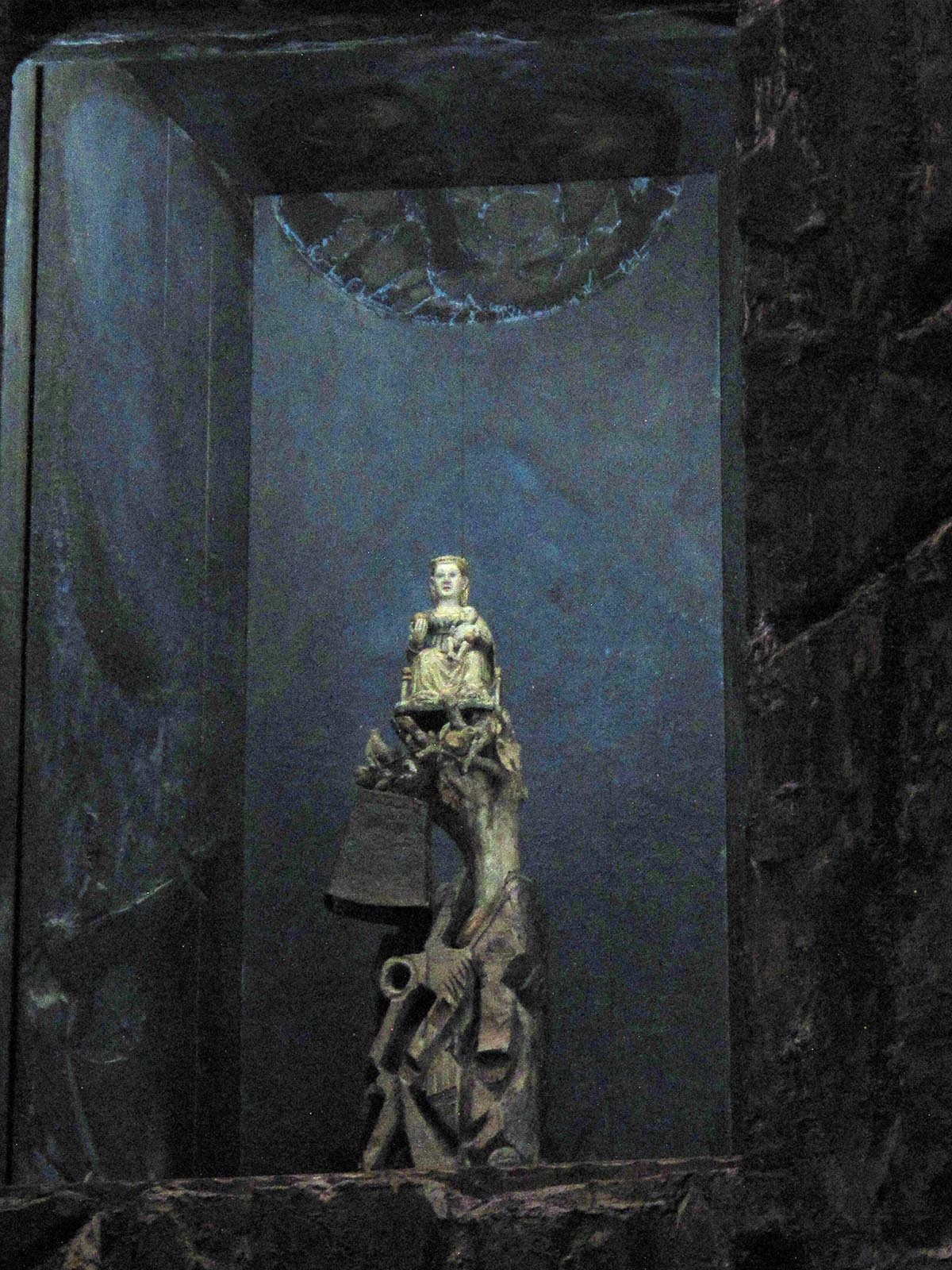
Mare de Déu d'Arantzazu
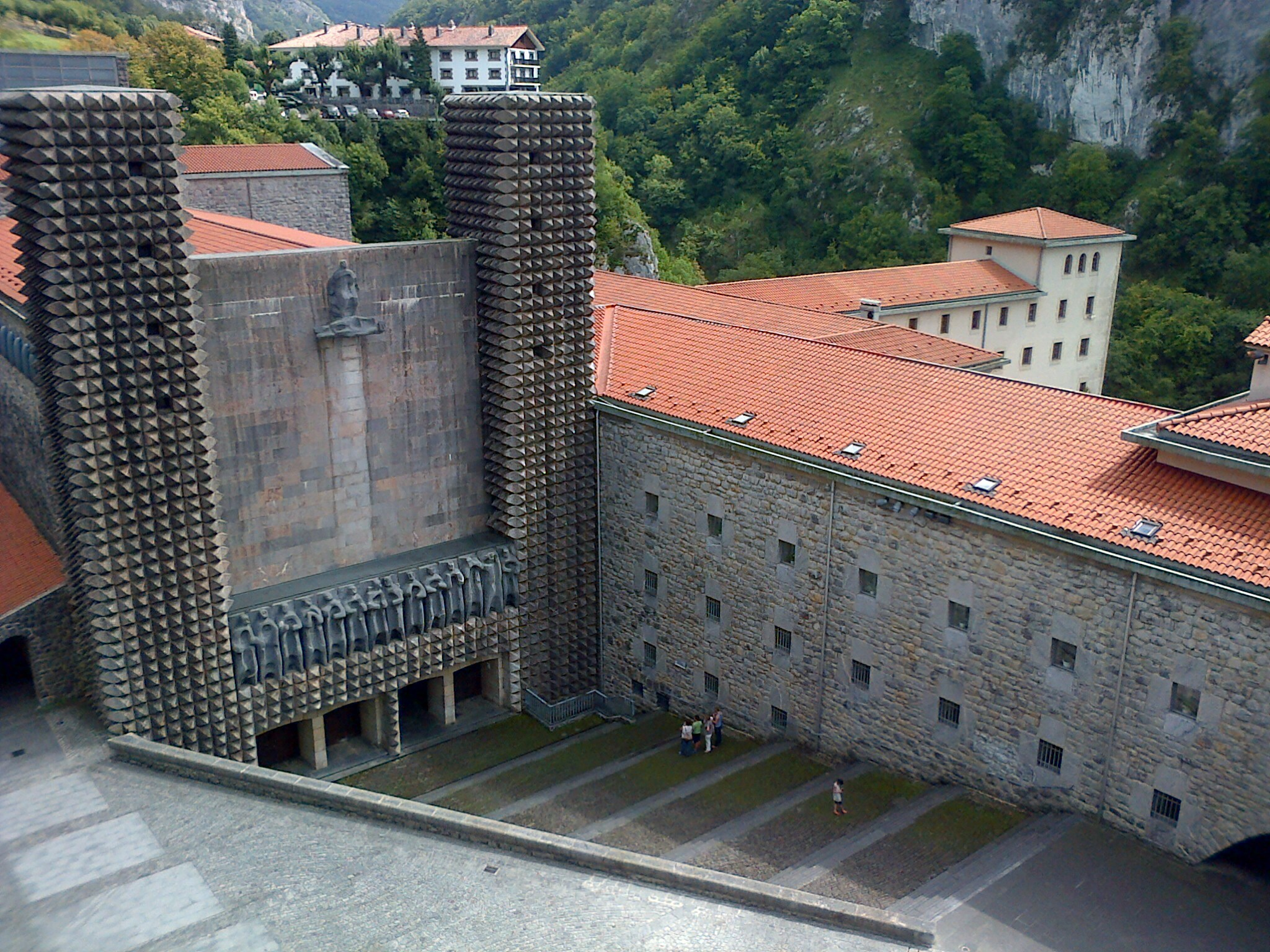
Entrada principal del santuari
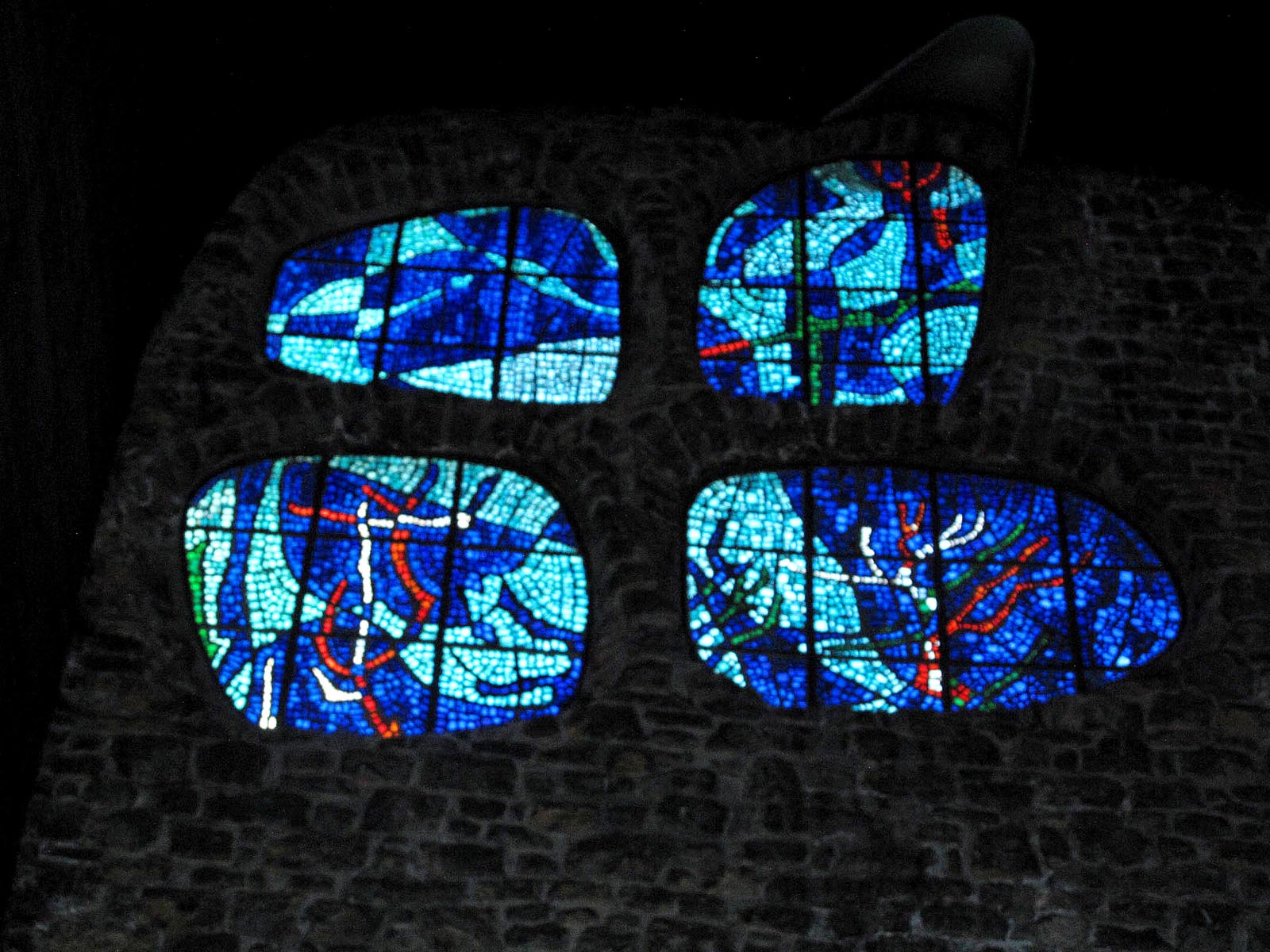
Vidrieres del santuari.
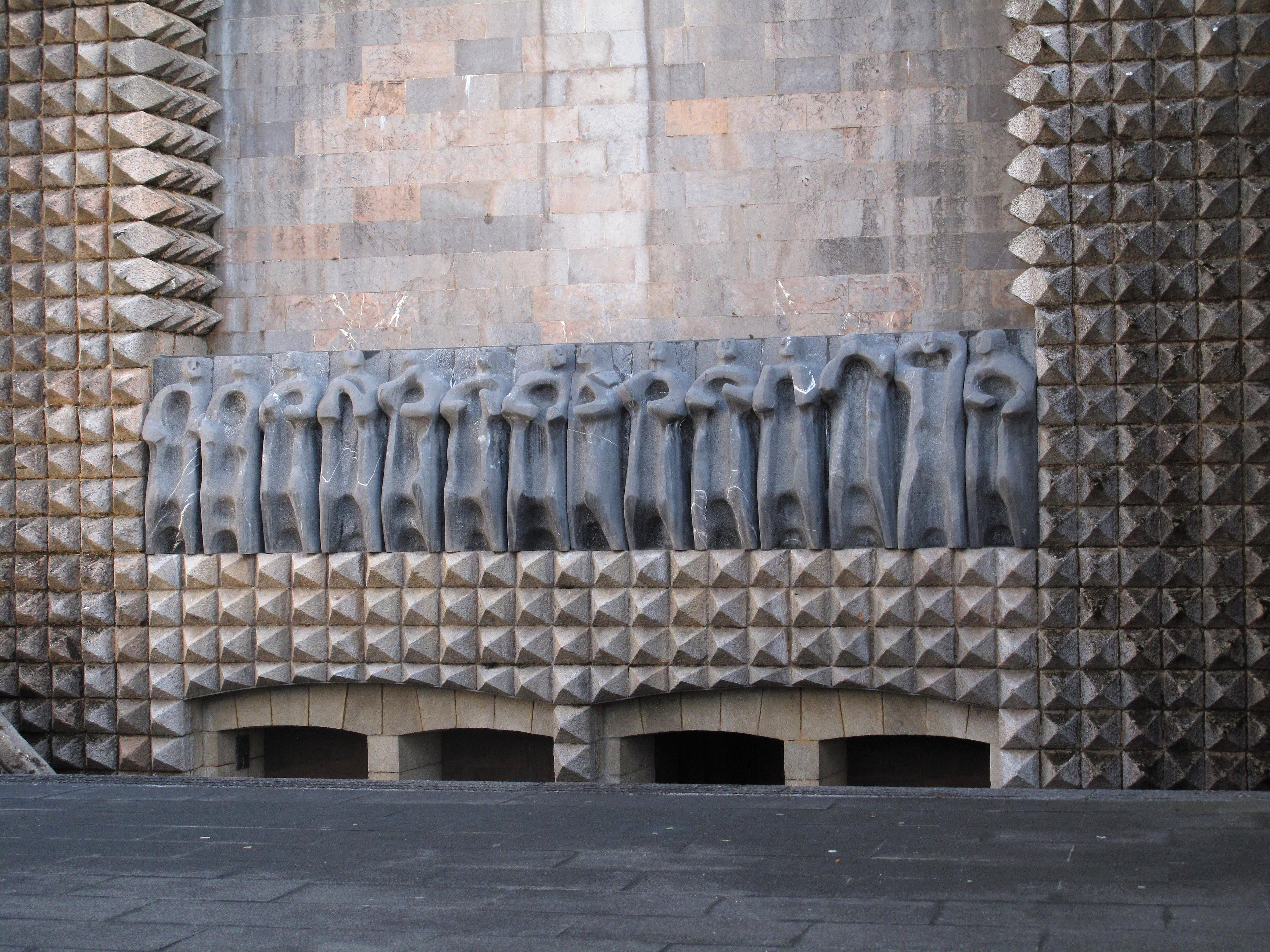
Els apóstols d'Oteiza, a la façana principal.
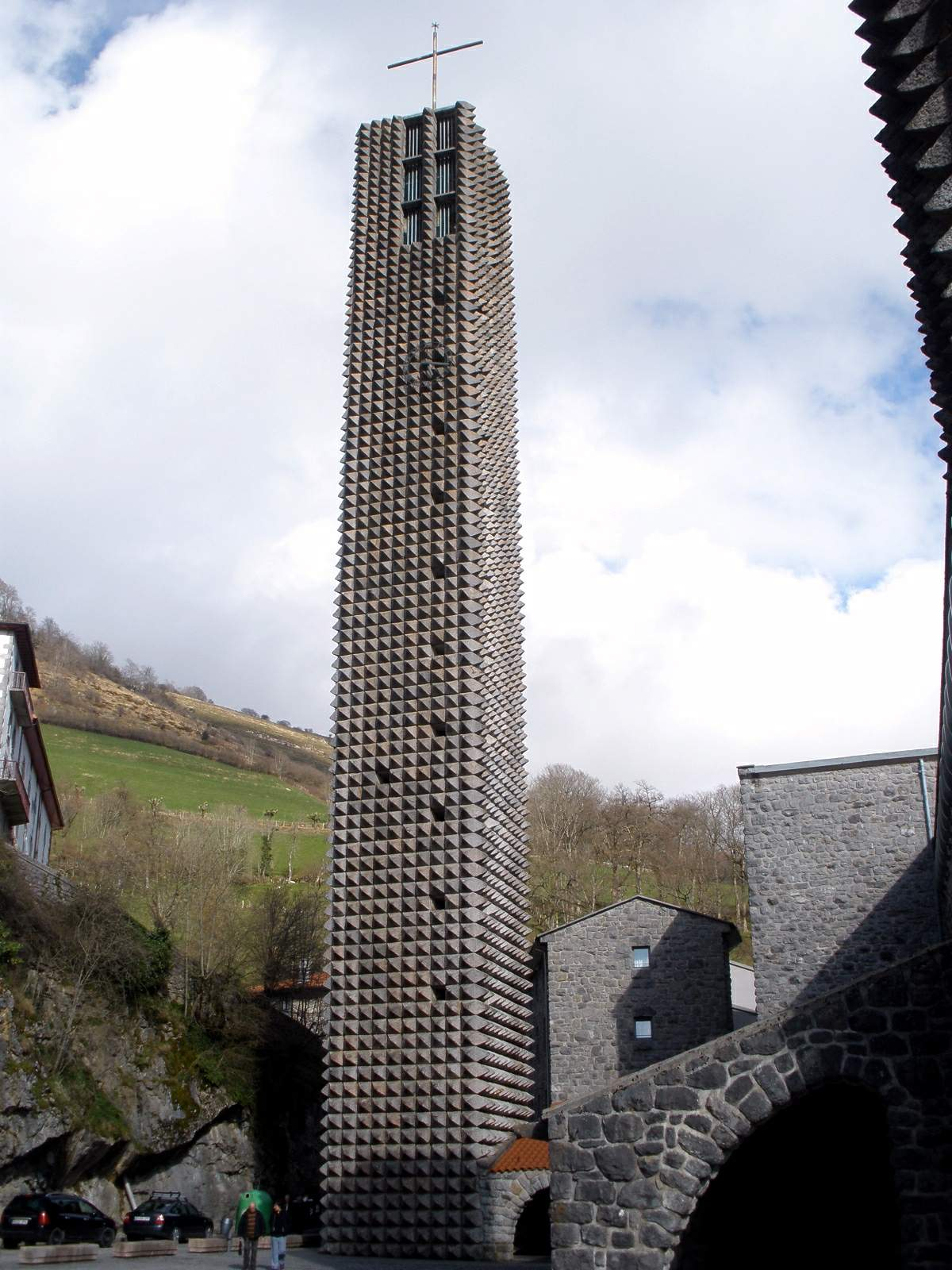
El campanar de 44 metres, coronat amb la creu.